# Amélie de Montchalin
Amélie de Montchalin (ur. 19 czerwca 1985 w Lyonie) – francuska polityk, deputowana, w latach 2019–2020 sekretarz stanu, od 2020 do 2022 minister transformacji i służb publicznych, w 2022 minister ekologii i spójności terytorialnej, od 2024 minister przy ministrze gospodarki, finansów oraz suwerenności przemysłowej i cyfrowej.

## Życiorys
Absolwentka szkoły biznesowej HEC Paris. Uzyskała licencjat z historii na Université Paris Sorbonne oraz z ekonomii stosowanej na Université Paris-Dauphine. Ukończyła również John F. Kennedy School of Government na Uniwersytecie Harvarda. Pracowała w grupie BNP Paribas oraz na dyrektorskim stanowisku w firmie ubezpieczeniowej AXA.
Początkowo była związana z francuską centroprawicą. W wyborach w 2017 uzyskała mandat deputowanej do Zgromadzeni Narodowego z ramienia ugrupowania prezydenckiego założonego przez Emmanuela Macron, powołano ją na wiceprzewodniczącą frakcji poselskiej LREM. W 2021 wybrana na radną regionu Île-de-France.
W marcu 2019 została sekretarzem stanu w gabinecie Édouarda Philippe’a, powierzono jej odpowiedzialność za sprawy europejskie. W lipcu 2020 objęła stanowisko ministra transformacji i służb publicznych w nowo utworzonym rządzie Jeana Castex. W maju 2022 przeszła na funkcję ministra ekologii i spójności terytorialnej w powołanym wówczas gabinecie Élisabeth Borne. W czerwcu 2022 nie została wybrana do niższej izby parlamentu kolejnej kadencji, w lipcu tegoż roku zakończyła pełnienie funkcji rządowej.
W grudniu 2024 została ministrem do spraw rachunków publicznych (przy ministrze gospodarki, finansów oraz suwerenności przemysłowej i cyfrowej) w rządzie François Bayrou.